# Saison 1957-1958 de la WHL
Saison précédente Saison suivante
La saison 1957-1958 est la sixième saison de la Western Hockey League. Huit équipes ont joué chacune 70 matchs.

## Saison régulière

### Classements

#### Division Coast
| Clt   | Équipe                    | PJ | V  | D  | N | BP  | BC  | Pts |
| ----- | ------------------------- | -- | -- | -- | - | --- | --- | --- |
| +001, | Canucks de Vancouver      | 70 | 44 | 21 | 5 | 238 | 174 | 93  |
| +002, | Royals de New Westminster | 70 | 39 | 28 | 3 | 254 | 224 | 81  |
| +003, | Americans de Seattle      | 70 | 32 | 32 | 6 | 244 | 231 | 70  |
| +004, | Cougars de Victoria       | 70 | 18 | 50 | 2 | 226 | 313 | 38  |

- En gras : vainqueur de la division
- En italique : qualifié pour les séries éliminatoires

#### Division Prairie
| Clt   | Équipe                               | PJ | V  | D  | N | BP  | BC  | Pts |
| ----- | ------------------------------------ | -- | -- | -- | - | --- | --- | --- |
| +001, | Warriors de Winnipeg                 | 70 | 39 | 26 | 5 | 262 | 211 | 83  |
| +002, | Flyers d'Edmonton                    | 70 | 38 | 28 | 4 | 264 | 225 | 80  |
| +003, | Stampeders de Calgary                | 70 | 30 | 35 | 5 | 222 | 223 | 65  |
| +004, | Regals de Saskatoon et de Saint Paul | 70 | 25 | 45 | 0 | 214 | 323 | 50  |

- En gras : vainqueur de la division
- En italique : qualifié pour les séries éliminatoires

### Meilleurs pointeurs
| Clt | Joueur           | Équipe               | PJ | B  | A  | Pts |
| --- | ---------------- | -------------------- | -- | -- | -- | --- |
| 1   | Guyle Fielder    | Seattle              | 62 | 26 | 85 | 111 |
| 2   | Phil Maloney     | Vancouver            | 70 | 35 | 59 | 94  |
| 3   | Sid Finney       | Calgary              | 58 | 45 | 43 | 88  |
| 4   | Len Lunde        | Edmonton             | 67 | 39 | 43 | 82  |
| 5   | Colin Kilburn    | Victoria et Edmonton | 70 | 28 | 54 | 82  |
| 6   | Earl Ingarfield  | Winnipeg             | 64 | 39 | 41 | 80  |
| 7   | Art Stratton     | Winnipeg             | 70 | 23 | 53 | 76  |
| 8   | Ed Dorohoy       | Victoria             | 58 | 34 | 41 | 75  |
| 8   | Val Fonteyne     | Seattle              | 70 | 34 | 41 | 75  |
| 10  | William Mosienko | Winnipeg             | 65 | 38 | 36 | 74  |
| 11  | Max McNab        | New Westminster      | 67 | 24 | 50 | 74  |

## Séries éliminatoires
Les deuxièmes et troisièmes de chaque division s'affrontent en quart de finale au meilleur des 5 matchs. Les vainqueurs s'affrontent ensuite au meilleur des 5 matchs également alors que les premiers de chaque division, tous deux directement qualifiés pour les demi-finales, se rencontrent en 7 matchs. La finale, elle aussi jouée en 7 matchs, oppose les gagnants de ces deux rencontres. Les Canucks de Vancouver remportent la Coupe du président en battant les Stampeders de Calgary en 4 matchs.
|  | Quarts de finale | Quarts de finale          | Quarts de finale | Quarts de finale      |    |                      | Demi-finales | Demi-finales | Demi-finales | Demi-finales |  |  | Finale | Finale | Finale | Finale |
|  |                  |                           |                  |                       |    |                      |              |              |              |              |  |  |        |        |        |        |
|  |                  |                           |                  |                       |    |                      |              |              |              |              |  |  |        |        |        |        |
|  |                  |                           |                  |                       |    |                      |              |              |              |              |  |  |        |        |        |        |
|  |                  |                           |                  |                       |    |                      |              |              |              |              |  |  |        |        |        |        |
|  |                  |                           |                  |                       |    |                      |              |              |              |              |  |  |        |        |        |        |
|  |                  |                           |                  |                       |    |                      |              |              |              |              |  |  |        |        |        |        |
|  | C1               | Canucks de Vancouver      | 4                | 4                     |    |                      |              |              |              |              |  |  |        |        |        |        |
|  | C1               | Canucks de Vancouver      | 4                | 4                     |    |                      |              |              |              |              |  |  |        |        |        |        |
|  |                  |                           | P1               | Warriors de Winnipeg  | 3  | 3                    |              |              |              |              |  |  |        |        |        |        |
|  |                  |                           |                  |                       | 3  | 3                    |              |              |              |              |  |  |        |        |        |        |
|  |                  |                           |                  |                       |    |                      |              |              |              |              |  |  |        |        |        |        |
|  |                  |                           |                  |                       |    |                      |              |              |              |              |  |  |        |        |        |        |
|  | C2               | Canucks de Vancouver      | 4                | 4                     |    |                      |              |              |              |              |  |  |        |        |        |        |
|  | C2               | Canucks de Vancouver      | 4                | 4                     |    |                      |              |              |              |              |  |  |        |        |        |        |
|  |                  |                           | P1               | Stampeders de Calgary | 0  | 0                    |              |              |              |              |  |  |        |        |        |        |
|  | C2               | Royals de New Westminster | P1               | Stampeders de Calgary | 0  | 0                    | 1            | 1            |              |              |  |  |        |        |        |        |
|  | C2               | Royals de New Westminster |                  |                       |    |                      |              |              |              |              |  |  |        |        |        |        |
|  | C3               | Americans de Seattle      | 3                | 3                     |    |                      |              |              |              |              |  |  |        |        |        |        |
|  | C3               | Americans de Seattle      | 3                | 3                     | C3 | Americans de Seattle | 3            | 3            |              |              |  |  |        |        |        |        |
|  |                  |                           |                  |                       | C3 | Americans de Seattle | 3            | 3            |              |              |  |  |        |        |        |        |
|  |                  |                           | P3               | Stampeders de Calgary | 2  | 2                    |              |              |              |              |  |  |        |        |        |        |
|  | P2               | Flyers d'Edmonton         | P3               | Stampeders de Calgary | 2  | 2                    | 2            | 2            |              |              |  |  |        |        |        |        |
|  | P2               | Flyers d'Edmonton         |                  |                       |    |                      |              | 2            |              |              |  |  |        |        |        |        |
|  | P3               | Stampeders de Calgary     | 3                | 3                     |    |                      |              |              |              |              |  |  |        |        |        |        |
|  | P3               | Stampeders de Calgary     | 3                | 3                     |    |                      |              |              |              |              |  |  |        |        |        |        |
|  |                  |                           |                  |                       |    |                      |              |              |              |              |  |  |        |        |        |        |

## Récompenses

### Trophée collectif
| Coupe du président : Vainqueurs des séries | Canucks de Vancouver |

### Trophées individuels
| Outstanding Goalkeeper Award : Meilleur gardien | Marcel Pelletier, Canucks de Vancouver                                                                       |
| Leading Scorer Award : Meilleur pointeur        | Guyle Fielder, Americans de Seattle                                                                          |
| George Leader Cup : Meilleur joueur             | Guyle Fielder, Americans de Seattle (Division Coast) et Sid Finney, Stampeders de Calgary (Division Prairie) |
| Rookie Award : Meilleure recrue                 | Orland Kurtenbach, Canucks de Vancouver                                                                      |